# Mon cœur avait raison
Mon cœur avait raison è il secondo album in studio del rapper e cantante congolese Maître Gims.

## Composizione
L'album è composto da 2 dischi e 26 tracce e presenta sonorità che spaziano dall'hip hop più tradizionale ad un pop con sonorità di musica francese. Sulla scelta del dividere il disco in due il cantante ha dichiarato:

## Tracce
Pilule bleue
1. Intro
2. Brisé
3. Est-ce que tu m'aimes?
4. Contradiction (feat. Barack Adama)
5. Hasta Luego
6. Habibi
7. Je te pardonne
8. Laissez passer
9. Number One (feat. H-Magnum)
10. Mon cœur avait raison
11. Sapés comme jamais (feat. Niska)
12. Cadeaux
13. Sans rétro (feat. Dadju)
14. Tu vas me manquer
15. Je te pardonne (feat. Sia)

Pilule rouge
1. Intro (feat. Dawala & Sexion d'Assaut)
2. ABCD
3. Melynda Gates
4. Longue vie (feat. Lefa)
5. Angelina (feat. Laurent Twins)
6. Uzi (feat. JR O Crom & Doomams)
7. Richard Mille (feat. Insolent)
8. La main du roi
9. Sofitelo
10. Mayweather (feat. Djuna Family)
11. Le barillet

## Classifiche
| Classifica (2015-16) | Posizione più alta |
| -------------------- | ------------------ |
| Belgio (Fiandre)     | 24                 |
| Belgio (Vallonia)    | 1                  |
| Italia               | 20                 |
| Paesi Bassi          | 40                 |
| Francia              | 1                  |
| Svizzera             | 3                  |